# Socratea
Socratea é um género de palmeiras da família Arecaceae.

## Espécies
São reconhecidas 5 espécies:
- Socratea exorrhiza
- Socratea hecatonandra
- Socratea montana
- Socratea rostrata
- Socratea salazarii